# 杉田秀夫
杉田 秀夫（すぎた ひでお、1930年4月1日 - ）は、日本の医学者。国立精神・神経センター名誉総長。医学博士。専門は神経内科学。遺伝性神経筋疾患を研究。富山県出身。

## 略歴
- 1954年　東京大学医学部医学科卒業
- 1959年9月　「酵素学的に見た神経筋疾患の臨床的並びに実験的研究」により東京大学から医学博士の学位を授与される。
- 1976年　東京大学助教授
- 1982年4月　国立武蔵療養所神経センター疾病研究第一部長
- 1986年10月　国立精神・神経センター神経研究所疾病研究第一部長
- 1989年1月　国立精神・神経センター神経研究所長
- 1994年3月　国立精神・神経センター総長
- 1998年3月　勤務延長終了により退職

## 受賞等
- 上原賞（1985年度）
- 武田医学賞（1996年度）

「筋ジストロフィーの病態の究明」
- 勲二等旭日重光章（2002年）

## 学会および社会における活動
- 日本神経学会名誉会員（1995年-）
- 日本自律神経学会評議員（1981年-）
- 世界筋学会顧問（1994年-）
- 日本神経免疫学会名誉会員
- 財団法人平成基礎科学財団評議員
- 財団法人喫煙科学研究財団理事[4]
- 財団法人冲中記念成人病研究所評議員
- 財団法人脳科学・ライフテクノロジー研究所評議員